# Ernest Guasp García
Ernest Guasp García (Guasp) va néixer a Alzira, País Valencià, el 22 d'agost de 1901, i va morir a Mèxic DF, el 6 de gener de 1984. Va ser un caricaturista valencià que va haver-se d'exiliar a Mèxic, poc després d'acabar la  guerra civil del 36. Ernest Guasp, és considerat com un dels més destacats caricaturistes valencians del segle xx.

## Inicis de la seva carrera artística
Es va iniciar com a humorista i caricaturista en el seu treball per a la publicació periòdica El Mercantil Valenciano, encara que també va realitzar treballs i col·laboracions per a altres publicacions com ara El Sol o El Liberal. Es poden veure obres seves al número 18 de la revista Taula de Lletres Valencianes. Però aviat va deixar la seva terra natal per traslladar-se a Barcelona, on el seu treball va quedar reflectit en les revistes El Be Negre, L'Esquella de la Torratxa i La Rambla, entre d'altres. També es va caracteritzar per parodiar algunes cançons famoses de la seva època: "María de la O", "El Relicario", etc., i les seves paròdies van arribar a ser molt populars i apreciades a Barcelona, durant el temps en què hi va residir.

## Militància política i exili
Ernest Guasp va ser militant del  PSUC, havent estat prèviament afiliat a l'Esquerra Republicana. Quan va esclatar el  conflicte bèl·lic del 36 va ocupar el càrrec de secretari d'organització del sindicat de dibuixants a la rereguarda, i del sindicat de periodistes del diari  La Rambla. A més, en aquest període de la guerra civil es dedicà a tasques propagandístiques, realitzant nombrosos cartells i dibuixos donant suport al bàndol republicà. Pocs dies després de la caiguda de Barcelona va fugir a França, on va acabar al camp de concentració d'Argelers.
Mentre va estar internat va fer amistat amb altres intel·lectuals que allí es trobaven, com ara l'escriptor Carlos Sampelayo, els arquitectes Martín i Luis Lacasa i els dibuixants Alonso i Peinador. Quan Carlos Sampelayo va aconseguir sortir del camp de concentració per exiliar-se a Bogotà va poder haver anat amb ell, ja que les gestions per al seu exili les va dur a terme un amic comú, Miguel Capuz, però es va negar a exiliar-se. Malgrat tot, va ser reclamat per un parent, i pogué sortir de l'internament amb destinació a la República Dominicana gràcies a l'ajuda dels quàquers. Finalment, el 16 de desembre de 1941, arribà a Mèxic, i s'instal·là a Mèxic DF.

## La seva vida a l'exili mexicà
Mentre va residir a Mèxic es va dedicar a exercir de dibuixant, col·laborant en moltes publicacions, com ara "El Popular" (uruguaià), "Atisbos", "La Propiedad", "Novedades" i "El Noticiero Cinematográfico Mejicano EMA". Va fundar una revista humorística, "El Torito", però va ser un fracàs i va haver de tancar al tercer número. També va ser director i col·laborador de "Tele Guía". El 1947 va rebre el primer premi del concurs de caricatures organitzat per l'"Associació Mexicana de Periodisme", amb un premi en metàl·lic de 1000 pesos. Malgrat això, la seva popularitat en la seva nova llar li va arribar de participar en el programa del Canal 11 de la Televisió Mexicana "Duelo de dibujantes", on va treballar amb altres caricaturistes com Freyre, Alberto Isaac i Ernesto García «El Chango» Cabral. També va tenir temps per a tractar d'impulsar un nacionalisme coherent fins i tot a l'exili, el que el va portar a posar-se en contacte amb la Casa Regional Valenciana. Va col·laborar també amb el grup de Quaderns de l'exili i en La Nostra Revista, Senyera i Les Espanyes.
Lluís Solà, en el seu llibre L'humor català de 1978, comentava anecdòticament que quan estava exiliat a Mèxic, en els anys de la guerra freda, el consolat dels Estats Units d'Amèrica donava 50 dòlars per cada acudit antisoviètic que sortia imprès en premsa mexicana, i que Ernest Guasp en feia un cada dia i immediatament anava a cobrar els diners. Durant els seus anys de vida a Mèxic, va formar part de la Societat Mexicana de Caricaturistes, agrupació de tot just 150 socis, entre els quals també estaven: Freyre, David Carrillo, Abel Quezada, Alberto Isaac, Jorge Carreño… Part de les obres d'aquests autors s'exposen al Museu de la Caricatura de la Ciutat de Mèxic. Va morir a Mèxic DF el 6 de gener de 1984, com a conseqüència d'un emfisema pulmonar.